# 486 (tal)
486 är det naturliga talet som följer 485 och som följs av 487.

## Inom vetenskapen
- 486 Cremona, en asteroid.

## Inom matematiken
- 486 är ett jämnt tal.
- 486 är ett sammansatt tal.
- 486 är ett praktiskt tal.
- 486 är ett harshadtal.